# Associação Desportiva Iguatu
La Associação Desportiva Iguatu es un club brasileño de fútbol de la ciudad de Iguatu, en el estado del Ceará. Sus colores son azul y blanco. Disputa actualmente el Campeonato Cearense. 
Realiza sus juegos en el Estadio Antônio Moreno de Melo Moreno, el "Morenão", que tiene capacidad para 3.300 personas.
Su primer presidente fue Ednaldo de Lavor Couras, actualmente alcalde municipal de Iguatu y considerado mayor apoyo.

## Entrenadores
- Roberto Carlos (?-enero de 2019)[3]
- Mastrillo Veiga (enero de 2019-?)[4]

## Desempeño en competiciones

### Campeonato Cearense
| Año  | Posición         |
| ---- | ---------------- |
| 2018 | 5.º              |
| 2019 | 9.º (descendido) |
| 2022 | 4.º              |
| 2023 | 3.º              |
| 2024 | 6.º              |
| 2025 | 8.º              |

### Copa Fares Lopes
| Año  | Posición |
| ---- | -------- |
| 2014 | 6.º      |
| 2015 | 4.º      |
| 2017 | 4.º      |
| 2018 | 4.º      |
| 2023 | Campeón  |

### Campeonato Cearense de Serie B
| Año  | Posición          |
| ---- | ----------------- |
| 2013 | 4.º               |
| 2014 | 11.º (descendido) |
| 2016 | 6.º               |
| 2017 | 1.º (campeón)     |
| 2020 | 5.º               |
| 2021 | 2.º (ascendido)   |

### Campeonato Cearense de Serie C
| Año  | Posición      |
| ---- | ------------- |
| 2012 | 1.º (campeón) |
| 2015 | 3.º           |

## Títulos
- Campeonato Cearense de Serie B: 2017[5]
- Campeonato Cearense de Serie C: 2012

- Taça Padre Cícero: 2018
- Copa Fares Lopes: 2023